# Sockertoppen
För andra betydelser, se Sockertoppen (olika betydelser).
Sockertoppen (portugisiska: Pão de Açúcar), kallas ett berg i Rio de Janeiro, Brasilien, som har formen av en sockertopp.
Sockertoppen ligger i utkanten av Guanabarabukten, Atlanten, och mäter 396 meter över havet. Berget består precis som de flesta uppstickande bergen i området av granit och kvarts. Toppen kan nås genom en linbana ursprungligen byggd 1912 vilken är uppdelad i två delar. Linbanan börjar i Praia Vermelha, med mellanlandning på Morro da Urca. Sockertoppen erbjuder en strålande utsikt över Rio där endast Corcovado är bättre.
Berget är förutom välbesökt av turister även populärt bland bergsklättrare.

## Populärkultur
Sockertoppens linbana finns med i bondfilmen Moonraker där det bland annat blir slagsmål uppe på taket på linbanans korgar. 